# Borstel (Landkreis Diepholz)
 For alternative betydninger, se Borstel. (Se også artikler, som begynder med Borstel)
Borstel er en kommune i amtet ("Samtgemeinde") Siedenburg i Landkreis Diepholz i den tyske delstat Niedersachsen.
Borstel ligger mellem Naturpark Wildeshauser Geest og Naturpark Steinhuder Meer omkring midt mellem Bremen og Minden ved B 214 mellem Sulingen og Nienburg.